# GP La Marseillaise 1992
De 13e editie van de GP La Marseillaise werd gehouden op 4 februari 1992 in Frankrijk. De wielerwedstrijd ging over 134 kilometer en werd gewonnen door de Belg Edwig Van Hooydonck gevolgd door Eddy Seigneur en Gilles Delion.

## Uitslag
| GP La Marseillaise 1992 |                         |                       |          |
| Plaats                  | Naam                    | Ploeg                 | Tijd     |
| Winnaar                 | Edwig Van Hooydonck     | Buckler-Colnago-Decca | 3u24'02" |
| 2                       | Eddy Seigneur           | Z                     | +3"      |
| 3                       | Gilles Delion           | Helvetia-La Suisse    | +9"      |
| 4                       | Roland Le Clerc         | Castorama             | +10"     |
| 5                       | Michel Vermote          | R.M.O.                | +28"     |
| 6                       | Richard Virenque        | R.M.O.                | +31"     |
| 7                       | Robert Forest           | Chazal-Vanille        | +3'15"   |
| 8                       | Patrice Esnault         | Chazal-Vanille        | +19'02"  |
| 9                       | Mario Cipollini         | MG Maglificio         | +19'46"  |
| 10                      | Jean-Pierre Heynderickx | Collstrop-Garden Wood | z.t.     |

1980 · 1981 · 1982 · 1983 · 1984 · 1985 · 1986 · 1987 · 1988 · 1989 · 1990 · 1991 · 1992 · 1993 · 1994 · 1995 · 1996 · 1997 · 1998 · 1999 · 2000 · 2001 · 2002 · 2003 · 2004 · 2005 · 2006 · 2007 · 2008 · 2009 · 2010 · 2011 · 2012 · 2013 · 2014 · 2015 · 2016 · 2017 · 2018 · 2019 · 2020 · 2021 · 2022 · 2023 · 2024 · 2025